# Roy Wegerle
Roy Wegerle (Pretoria, 19 marzo 1964) è un ex calciatore statunitense di origine sudafricana, di ruolo attaccante. Ha partecipato al Stati Uniti 1994 e Francia 1998.

## Biografia
Nato a Pretoria, fu calciatore come i fratelli Steve e Geoff. Giocò in Sudafrica, Inghilterra e Stati Uniti d'America.

## Carriera

### Club
Ha militato in squadre inglesi per 7 anni, dal 1988 al 1995; ha giocato sia nella NASL che nella MLS, i due campionati di calcio statunitensi.

### Nazionale
Ha fatto parte della rosa della nazionale di calcio statunitense a Stati Uniti 1994 e Francia 1998, totalizzando 41 presenze nella sua carriera internazionale.